# 磯村嘉孝
磯村 嘉孝（いそむら よしたか、1992年11月1日 - ）は、愛知県豊田市出身のプロ野球選手（捕手、内野手）。右投右打。広島東洋カープ所属。
愛称は「イソ」。

## 経歴

### プロ入り前
小学校2年で野球を始め、豊田市立松平中学校では豊田シニア（リトルシニア）でプレー。1学年上の堂林翔太とバッテリーを組む。
堂林と同じ愛知県名古屋市の中京大中京高校に進学し、2年春には5番レフトで第81回選抜高等学校野球大会に出場。打率.500を記録し、チームもベスト8に進出。夏には正捕手として再び堂林とバッテリーを組み第91回全国高等学校野球選手権大会に出場。堂林の後を打つ5番打者として打率.350、2本塁打を記録し、同校の甲子園史上最多となる春夏通算11度目（春4回・夏7回）の優勝に貢献した。
秋の新チームから主将で4番。厳しくマークされながらも東海大会準優勝。3年春の選抜では前年に続いてベスト8に進出。3年夏の第92回全国選手権では2回戦で早稲田実業に大敗。
2010年10月28日に行われたドラフト会議で広島東洋カープから5位指名を受け、同年11月26日、契約金3000万・年俸480万円（金額は推定）で契約した。背番号は61。入団した育成選手を含む9人の中で唯一の野手である。また、中京大中京高校の1学年先輩の堂林とプロでもチームメイトとなった。

### 広島時代
2012年10月7日の東京ヤクルトスワローズ戦で、10代にしてスタメン出場を果たした。先発投手は今井啓介だった。広島の捕手では小畑幸司以来19年ぶり。7回の第3打席では押本健彦からプロ初ヒットを放った。その試合がシーズン唯一の一軍出場だった。
2015年は二軍では正捕手を務めたが、一軍では1試合の出場に終わった。
2016年は石原慶幸、會澤翼に次ぐ3番手捕手という立場ではあるが、開幕から常に一軍に帯同し、中村恭平の登板試合では先発マスクも被った。5月6日の横浜DeNAベイスターズ戦（マツダスタジアム）で4年ぶりの安打を打ち、同月20日の対阪神タイガース戦において、延長12回二死に榎田大樹から決勝適時打を放ち、プロ6年目にしてプロ初打点も記録。同時に初のヒーローインタビューも受けた。
2017年は前年に現役を退いた倉義和二軍バッテリーコーチから背番号40を継承。前年同様3番手捕手として一軍に帯同し、7月2日の対中日ドラゴンズ戦では柳裕也からプロ初本塁打を放った。
2018年は主に大瀬良大地や高橋昂也とバッテリーを組み、3番手捕手として37試合に出場した。
2019年は打撃面が大きく向上し、5月12日の対DeNA戦ではプロ入り後初となる猛打賞を記録したのを皮切りに5月18日の阪神戦まで6打席連続安打を記録。得点圏打率.389と勝負強さを発揮したことで、代打の切り札として主に起用され、交流戦では指名打者としても起用された。8月13日の対読売ジャイアンツ戦では代打で鍵谷陽平からプロ入り後初となるサヨナラ犠牲フライを放った。またアドゥワ誠ら若手投手と先発マスクを被るなど捕手としても出場機会を増やし、キャリアハイとなる65試合に出場、打率.278、4本塁打、21打点。代打打率は.323を記録した。
2020年は開幕を二軍で迎えたが、7月15日に一軍昇格。同月22日の阪神戦ではシーズン初めてスタメンマスクを被り、野村祐輔の好投に貢献した。
2021年4月18日の中日ドラゴンズ戦で自身初の一塁手での出場を記録した。シーズン通して好リードが光ったが、中村奨成、坂倉将吾、石原貴規などの若手捕手が台頭したことから出場機会に恵まれず、一軍出場は21試合にとどまった。
2022年は坂倉将吾が内野手にコンバートされたため、出場数が増加。7月15日には満塁本塁打を放った。最終的に43試合に出場し、打率.237、3本塁打、15打点の成績だった。
2023年は25試合の出場で打率.207、1本塁打、4打点にとどまった。この年の9月に国内FA権の取得条件を満たしたが残留を明言、11月2日に500万円増の年俸2600万円（推定）で契約更改した。
2024年は怪我の影響で出遅れ、5月14日のウエスタン・リーグ二軍戦から実戦復帰。その後二軍で35試合、打率.288、2本塁打9打点の成績を残すと9月11日に一軍昇格、10試合にすべて代打として出場したが無安打に終わり、このシーズンに守備機会はなかった。10月24日に500万減の年俸2100万円（推定）で契約更改した。

## 選手としての特徴・人物
4季連続で出場した甲子園では通算打率.388。首脳陣から捕手としてのリードも高く評価されている。高校時代の二塁送球は1.95秒。
祖父は愛知県立愛知商業高等学校で、叔父・父・兄は中京大中京及びその前身で甲子園出場経験があり、父と兄はその後社会人野球のトヨタ自動車でもプレーしている。
高校の同級生でもある宮市亮（プロサッカー選手）とは幼馴染で、宮市の父も磯村の父と同じくトヨタ自動車でプレーしていた。また、タレント・カーレーサーの梅本まどかとフィギュアスケート選手の木原龍一も同じく高校の同級生。
2017年12月23日、一般女性との結婚を発表した。

## 詳細情報

### 年度別打撃成績
| 年 度      | 球 団      | 試 合 | 打 席 | 打 数 | 得 点 | 安 打 | 二 塁 打 | 三 塁 打 | 本 塁 打 | 塁 打 | 打 点 | 盗 塁 | 盗 塁 死 | 犠 打 | 犠 飛 | 四 球 | 敬 遠 | 死 球 | 三 振 | 併 殺 打 | 打 率 | 出 塁 率 | 長 打 率 | O P S |
| ---------- | ---------- | ----- | ----- | ----- | ----- | ----- | -------- | -------- | -------- | ----- | ----- | ----- | -------- | ----- | ----- | ----- | ----- | ----- | ----- | -------- | ----- | -------- | -------- | ----- |
| 2012       | 広島       | 1     | 3     | 3     | 0     | 1     | 0        | 0        | 0        | 1     | 0     | 0     | 0        | 0     | 0     | 0     | 0     | 0     | 0     | 0        | .333  | .333     | .333     | .667  |
| 2013       | 広島       | 4     | 3     | 2     | 0     | 0     | 0        | 0        | 0        | 0     | 0     | 0     | 0        | 0     | 0     | 1     | 0     | 0     | 1     | 0        | .000  | .333     | .000     | .333  |
| 2015       | 広島       | 1     | 0     | 0     | 0     | 0     | 0        | 0        | 0        | 0     | 0     | 0     | 0        | 0     | 0     | 0     | 0     | 0     | 0     | 0        | .---  | .---     | .---     | .---  |
| 2016       | 広島       | 24    | 32    | 31    | 2     | 5     | 1        | 0        | 0        | 6     | 2     | 0     | 0        | 0     | 0     | 1     | 1     | 0     | 5     | 1        | .161  | .188     | .194     | .381  |
| 2017       | 広島       | 21    | 39    | 34    | 6     | 8     | 2        | 0        | 2        | 16    | 3     | 0     | 0        | 1     | 0     | 3     | 0     | 1     | 8     | 1        | .235  | .316     | .471     | .786  |
| 2018       | 広島       | 37    | 91    | 79    | 6     | 17    | 2        | 0        | 1        | 22    | 4     | 0     | 0        | 5     | 0     | 6     | 1     | 1     | 12    | 4        | .215  | .279     | .278     | .558  |
| 2019       | 広島       | 65    | 117   | 108   | 10    | 30    | 9        | 0        | 4        | 51    | 21    | 0     | 1        | 3     | 1     | 5     | 0     | 0     | 24    | 3        | .278  | .307     | .472     | .779  |
| 2020       | 広島       | 31    | 55    | 48    | 4     | 10    | 3        | 0        | 1        | 16    | 1     | 0     | 0        | 3     | 0     | 4     | 0     | 0     | 8     | 2        | .208  | .269     | .333     | .603  |
| 2021       | 広島       | 21    | 39    | 35    | 0     | 6     | 2        | 0        | 0        | 8     | 3     | 0     | 0        | 0     | 1     | 2     | 0     | 1     | 9     | 0        | .171  | .231     | .229     | .459  |
| 2022       | 広島       | 43    | 126   | 114   | 18    | 27    | 5        | 0        | 3        | 41    | 15    | 0     | 0        | 3     | 0     | 7     | 0     | 2     | 20    | 4        | .237  | .293     | .360     | .652  |
| 2023       | 広島       | 25    | 32    | 29    | 2     | 6     | 1        | 0        | 1        | 10    | 4     | 0     | 0        | 1     | 0     | 1     | 0     | 1     | 10    | 2        | .207  | .258     | .345     | .603  |
| 2024       | 広島       | 10    | 10    | 9     | 0     | 0     | 0        | 0        | 0        | 0     | 0     | 0     | 0        | 0     | 0     | 1     | 0     | 0     | 4     | 0        | .000  | .100     | .000     | .100  |
| 通算：12年 | 通算：12年 | 283   | 547   | 492   | 48    | 110   | 25       | 0        | 12       | 171   | 53    | 0     | 1        | 16    | 2     | 31    | 2     | 6     | 101   | 17       | .224  | .277     | .348     | .624  |

- 2024年度シーズン終了時

### 年度別守備成績
| 年 度 | 球 団 | 捕手  | 捕手  | 捕手  | 捕手  | 捕手  | 捕手  | 捕手     | 捕手     | 捕手     | 捕手     | 捕手     |
| 年 度 | 球 団 | 試 合 | 刺 殺 | 補 殺 | 失 策 | 併 殺 | 捕 逸 | 守 備 率 | 企 図 数 | 許 盗 塁 | 盗 塁 刺 | 阻 止 率 |
| ----- | ----- | ----- | ----- | ----- | ----- | ----- | ----- | -------- | -------- | -------- | -------- | -------- |
| 2012  | 広島  | 1     | 7     | 0     | 0     | 0     | 0     | 1.000    | 1        | 1        | 0        | .000     |
| 2013  | 広島  | 2     | 3     | 0     | 0     | 0     | 0     | 1.000    | 0        | 0        | 0        | ----     |
| 2015  | 広島  | 1     | 1     | 0     | 0     | 0     | 0     | 1.000    | 0        | 0        | 0        | ----     |
| 2016  | 広島  | 20    | 65    | 7     | 1     | 0     | 1     | .986     | 11       | 9        | 2        | .182     |
| 2017  | 広島  | 20    | 88    | 0     | 0     | 0     | 2     | 1.000    | 4        | 4        | 0        | .000     |
| 2018  | 広島  | 34    | 180   | 15    | 1     | 2     | 1     | .995     | 21       | 17       | 4        | .190     |
| 2019  | 広島  | 30    | 146   | 9     | 1     | 1     | 0     | .994     | 14       | 10       | 4        | .286     |
| 2020  | 広島  | 18    | 91    | 10    | 0     | 0     | 0     | 1.000    | 7        | 4        | 3        | .429     |
| 2021  | 広島  | 11    | 65    | 2     | 1     | 0     | 2     | .985     | 5        | 4        | 1        | .200     |
| 2022  | 広島  | 40    | 235   | 20    | 2     | 5     | 0     | .992     | 23       | 17       | 6        | .261     |
| 2023  | 広島  | 9     | 32    | 3     | 0     | 0     | 0     | 1.000    | 1        | 1        | 0        | .000     |
| 通算  | 通算  | 186   | 913   | 66    | 6     | 8     | 6     | .994     | 87       | 67       | 20       | .230     |

- 2024年度シーズン終了時[注 1]

### 記録
初記録
- 初出場・初先発出場：2012年10月6日、対東京ヤクルトスワローズ23回戦（明治神宮野球場）、8番・捕手で先発出場
- 初打席：同上、3回表にオーランド・ロマンから遊撃ゴロ
- 初安打：同上、7回表に押本健彦から左前安打
- 初打点：2016年5月20日、対阪神タイガース7回戦（阪神甲子園球場）、12回表に榎田大樹から左前適時打
- 初本塁打：2017年7月2日、対中日ドラゴンズ12回戦（MAZDA Zoom-Zoom スタジアム広島）、7回裏に柳裕也から左越2ラン

### 背番号
- 61（2011年 - 2016年）
- 40（2017年 - ）

### 登場曲
- 「Dream Catcher ～40 SPIRITZ～」MARINA（2017年 - ）
- 「涙を虹に」TUBE（2018年 - ）